# Canoga Park, Los Angeles
Canoga Park cunoscut anterior ca Owensmouth, este un cartier în valea San Fernando (denumirea în limba engleză : San Fernando Valley ) din regiunea orașului Los Angeles, California, Statele Unite. El se află la aproximativ 25 de mile (40 km) nord-vest de centrul orașului Los Angeles.
Canoga Park se învecinează cu Woodland Hills, la sud, West Hills la vest, Chatsworth la nord, și Winnetka la est.
Aici se află sediul studiourilor Wicked Pictures.

## Personalități născute aici
- Meghan, Ducesă de Sussex (n. 1981), soția prințului Harry.